# Edwin Erich Dwinger

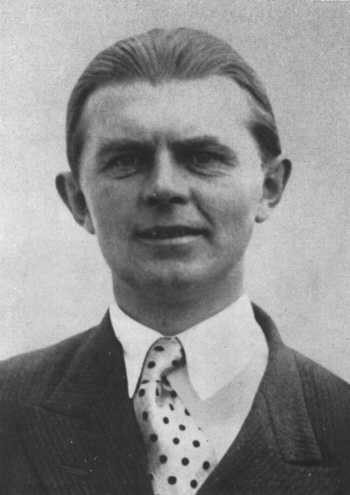
Edwin Erich Dwinger.

Edwin Erich Dwinger, född 23 april 1898 i Kiel, död 17 december 1981 i Gmund am Tegernsee, var en tysk författare.

## Biografi
Dwinger föddes som son till en sjöingenjör i Kaiserliche Marine och en ryska. Han anmälde sig i början av första världskriget som frivilligsoldat i kavalleriet. 1915 sårades han svårt i ett fångläger efter att ha tagits till fånga på östfronten. Han tog senare värvning i Vita armén. Från 1918 till 1920 stred han under Aleksandr Koltjak mot bolsjevismen, men rymde senare till Mongoliet. Dessa händelser lät han senare ligga till grund för sin roman Zwischen Weiß und Rot (1930; "Mellan vit och röd").

### Författarskap och medlemskap i NSDAP
1921 återvände Dwinger till Tyskland och levde som lantbrukare och författare i Tanneck i Allgäu.
Mellan 1929 och 1932 släpptes romantrilogin Die deutsche Passion, i vilken Dwinger skrev om sina upplevelser i Ryssland. På grund av dessa böcker betraktades Dwinger som ett autentiskt ögonvittne för sovjetiskt massmord. 1935 blev han utnämnd till Reichskultursenator i Reichskulturkammer.
Den 9 november 1936 kallades Dwinger till Heinrich Himmler och utnämndes till Untersturmführer i 15. SS-Reiterstandarte (medlemsnummer 277 082), där han den 9 februari 1938 befordrades till Obersturmführer.
Den 1 maj 1937 blev Dwinger medlem av NSDAP med medlemsnummer 5 293 309.
Dwinger gav ut romanen Die letzten Reiter ("De sista ryttarna"), om frikårer i Baltikum och reportaget Spanische Silhouetten om det spanska inbördeskriget, sett ur en nationalists synvinkel, samt Der Tod in Polen – die volksdeutsche Passion, om blodiga söndagen i Bromberg 3 september 1939.

### Krigskorrespondent
Under andra världskriget sändes Dwinger till östfronten 1941, där han arbetade som krigskorrespondent och året därpå publicerade han romanen Wiedersehen mit Russland. Tagebuch vom Ostfeldzug. 1943 blev han åtalad för att ha gått emot den tyska regeringens östpolitik samt för att utan tillåtelse ha tagit kontakt med den ryske generalen Andrej Wlassow under hans tid som krigsfånge.
Dwinger var egentligen inte nazist, däremot rasist. Han såg inte sig själv som nazist, utan som en revolutionär nationalist och antikommunist, men fick trots detta genomgå avnazifiering under sin tid som krigsfånge.

### Godsägare i Allgäu och fortsatt skrivande
1931 köpte Dwinger Hedwigshof i Allgäu i Seeg och fortsatte att skriva nationalistiska och antikommunistiska böcker. Den utopiska krigsromanen Es geschah im Jahre 1965 handlar om ett atomvärldskrig.

## Verk i urval
- Das große Grab. Sibirischer Roman, 1920
- Korsakoff. Die Geschichte eines Heimatlosen, 1926
- Das letzte Opfer, roman, 1928
- Die Armee hinter Stacheldraht. Das Sibirische Tagebuch, 1929
- Zwischen Weiß und Rot. Die russische Tragödie 1919-1920, 1930
- Die zwölf Räuber, roman, 1931
- Wir rufen Deutschland. Heimkehr und Vermächtnis. 1921-1924, 1932
- Die Gefangenen, skådespel, 1933
- Der letzte Traum. Eine deutsche Tragödie, 1934
- Wo ist Deutschland?, skådespel, 1934
- Die letzten Reiter, 1935
- Auf halbem Wege, roman, 1939
- Der Tod in Polen. Die volksdeutsche Passion, 1940
- Panzerführer. Tagebuchblätter vom Frankreichfeldzug, 1941
- Wiedersehen mit Sowjetrussland. Tagebuch vom Ostfeldzug, 1942
- Dichter unter den Waffen. Ein Kriegsalmanach deutscher Dichtung, 1941
- Wenn die Dämme brechen ... Untergang Ostpreußens, 1950
- General Wlassow. Eine Tragödie unserer Zeit, 1951
- Sie suchten die Freiheit... Schicksalsweg eines Reitervolkes, 1952
- Hanka. Roman eines Jägers.  1953
- Ein Erbhof im Allgäu, utgivningsår okänt.
- Das Glück der Erde. Reiterbrevier für Pferdefreunde, 1957
- Es geschah im Jahre 1965, 1957
- Die zwölf Gespräche, 1933 - 1945, 1966

### Tysk
- Axel W. Claesges: Edwin Erich Dwinger. Ein Leben in Tagebüchern. Nashville, Tenn: Univ. Diss. 1968.
- Leid der Worte. Panorama des literarischen Nationalsozialismus, hrsg. v. Jörg Thunecke. Bonn: Bouvier 1987. (= Abhandlungen zur Kunst-, Musik- und Literaturwissenschaft; 367) ISBN 3-416-01930-X
- Horst Friedrich List: Edwin Erich Dwinger, der Chronist unserer Zeit. Freiburg im Breisgau u.a. Diekreiter 1952.
- Armin Mohler u. Karlheinz Weißmann: Die konservative Revolution in Deutschland 1918-1932. Ein Handbuch, 6., vollst. überarb. u. erw. Aufl. Graz: Ares-Verlag 2005. ISBN 3-902475-02-1
- Helmut Müssener: Becher und Dwinger. In: Kürbiskern. München 1982, 2, S. 125-137.

### Tyskspråkiga
- Gerd Simon: „Chronologie Dwinger, Edwin Erich“
- Kurzbiografie zu Edwin Erich Dwinger
- Biografi om Dwinger von Theodor Frey